# Peritrichia
I Peritrichi (Peritrichia Stein, 1859) rappresentano una sottoclasse di protozoi ciliati, a carattere coloniale o solitario, tipici degli ambienti acquatici sia dolci che salati. Di forma caratteristica simile ad una coppa, i protozoi peritrichi sono provvisti di numerose cilia vibratili a spirale destrorsa attorno alla regione orale e, nelle forme sessili, di un lungo peduncolo nella parte basale del microrganismo, usato per fissarsi al substrato. Specie comunissima in tutte le acque dolci è la Vorticella nebulifera..